# 广乙号防护巡洋舰
广乙号防护巡洋舰，为清朝自行建造的第一艘全钢巡洋舰。本舰建成后原配属广东水师，甲午战争前夕加入北洋舰队协助对日作战。1894年7月25日，旧日本海军在未事先宣战的情况下拦截了从朝鲜返回中国的濟遠、广乙两舰。广乙号奋力抗击，终因实力相差悬殊，迅速受重创而撤退，由舰上乘员自毁弃舰。广乙号也因此成为了清朝在甲午战争中损失的第一艘主要军舰，以及清朝损失的第一艘全钢军舰。

## 建造背景及概述
十九世纪80年代，当时的福州船政局因为清末特殊的体制而陷入了财政困难，船政大臣裴荫森迫切希望为船政局找到解决困境的办法。而另一方面，两广地区水师向来强调地方独立自主，拒绝听从中央统一号令，所需船舰也是自行筹建；然而两广一地经费有限，不可能远赴欧洲订购最新式的军舰，而距离广东咫尺的船政局成为了选择。1887年，两广方面向福建船政订购1艘1600匹马力的旧式无防护巡洋舰，以及3艘2400匹马力的新式穹甲防护巡洋舰，两广为每艘军舰付款9万两；另再订购4艘小型旧式浅水炮舰，每艘3万两。
本舰长71.63米，宽8.23米，吃水深3.96米，设计排水量1000吨，安装两台蒸汽机，1座锅炉，额定动力2400匹马力，设计航速16.5節（31每小時；19英里每小時）。实际海试时，仅录得15節（28每小時；17英里每小時）的实际速度。这是福建船政首次建造的防护巡洋舰，舰身3桅杆，前后桅杆为钢制，有瞭望台，中间桅杆为木制，三根桅杆都可以悬挂风帆。
广乙号上有着强大的鱼雷武装，全舰共有4具14英寸（356）鱼雷发射管，其中舰艏左右各安装一具，中后部主甲板下两舷各装备1具。与此相比，本舰的火炮威力相比同时代要弱得多。由于两广支付的费用较少，因此广乙号初始配备的武器有限，欠缺的武器后来才陆续补齐，这也成了广乙号虽然装载火炮不多，但型号依然比较杂乱的原因。舰上主要火炮只有3门120毫米火炮，其中两门安装在前部两舷耳台，可以转向前方充当前部主炮；第3门则安装在后部。轻武器包括4门57毫米哈齐开斯单管机关炮，装设在舰桥附近，以及若干机枪。由于本舰鱼雷火力强大，而火炮偏弱，更像是放大的鱼雷艇，时人亦有“鱼雷快船”之称。
本舰为铁胁铁壳，所需钢材购自法国科尔苏工厂。舰体内在水线附近纵向铺设有中间高、两边低的装甲甲板（穹甲），保护轮机、锅炉、弹药舱等，厚1英寸（25），因此可以列入防护巡洋舰。舰上另一处有装甲保护的地方则是司令塔，厚2英寸（51）。

## 舰历
1887年，广东水师向福州船政局下达了订单。3舰中第一艘广乙号首先动工兴建。1889年8月28日，广乙号下水。裴荫森主持广乙号下水仪式。由于外购蒸汽主机延迟交付，广乙号的海试一直推迟到1890年11月30日才进行，由时任闽浙总督卞寶第指派船政水师靖远号管带林承谟负责。广乙号的实测航速并不理想，只有15節（28每小時）。1892年，建成服役不久的广乙号陪同南下进行例行操练的北洋水师进行训练。
1894年，广东水师派出三艘新型巡洋舰（廣甲、广乙、广丙），由广东水师记名总兵余雄飞率领，北上与北洋水师进行会操。随着中日之间紧张局势日渐加剧，广东水师三舰留在北洋水师协助对日作战。1894年7月2日，李鸿章致电]江南制造局总办劉麒祥，要求将其自产的新式120毫米速射炮运往北洋。江南制造局共建造了12门该炮，其中6门已由南洋水师领走，另有1门江南制造局自行留用，因此有5门实际运抵刘公岛，到达之后北洋水师立即替换掉广乙、广丙两舰的同口径炮。
同年7月15日，日本发出第二次绝交书，中国方面开始加紧调兵遣将。北洋大臣李鸿章委托津海关道和总理后路转运事宜盛宣懷，租赁三艘英国印度支那汽船公司的商船高升号、爱仁号、飞鲸号用于运兵。7月20日，盛宣怀将具体的运兵计划电告驻在威海刘公岛的北洋水师提督丁汝昌，为了预防日军偷袭，将三艘运兵船分开航行，预定21日发爱仁、23日发高升、25日发飞鲸，运载清兵前往牙山登陆。21日18:00，第一艘运输船爱仁号从大沽口出发。22日09:00，北洋舰队防护巡洋舰济远号、广乙号，铁胁木壳炮舰威远号共三舰起锚出港。出发前广乙号管带林国祥请示丁汝昌，如果遇到日舰拦截应如何处理，丁汝昌指示，应当进行还击。
济远三舰出发后数小时，李鸿章接获中国驻长崎领事馆密电称日本海军主力11艘军舰已经于20日从佐世保军港出发，行踪不明。李鸿昌立即电令丁汝昌出动北洋海军主力前往牙山掩护登陆（事实上20日当天日本并未有大量军舰离开佐世保，这是个错误的情报）。21日下午，俄国驻华参赞拜访天津直隶总督衙门，称俄国忧虑日本在朝鲜的行动，可能出动太平洋舰队进行干涉；同日夜间李鸿章又收到中国驻英公使龚照瑗从伦敦发回的电报，称英国政府已经电令其驻日公使警告日本需要为挑起战争负责。这一系列情况使得李鸿章认为有望通过国际干涉和平解决危机，为了争取国际舆论对清朝的支持，他重新发电，让丁汝昌取消之前的北洋舰队全体出动的命令。势孤力单的北洋护航编队因此错失了得到增援的机会。
24日04:00，爱仁号和北洋护航舰艇在牙山湾会合。06:00清军开始登陆，07:00登陆完成，爱仁号返航。其后实力最弱的炮舰威远号前往仁川侦察，同时向威海发送电报汇报登陆情况。济远、广乙两舰则在牙山口外停留，等待下一艘运兵船高升号。由于清军装船时发生错误，原定最后发船的飞鲸号提前至22日05:30出发，而高升号则维持23日出发不变，变成了最后一艘出发的运输船。24日17:30威远号从仁川全速赶回，称日军已经于23日凌晨进攻汉城，攻入景福宫，逮捕了朝鲜国王李熙和王后闵氏；另外威远号还从驻留在仁川的英国舰队那里得到情报称“倭大队兵船明日即来”。济远号管带方伯谦立即决定不再等待最后一艘运兵船高升号的到来，而是赶快撤退。实力最弱的威远号当晚21:15提前返航，济远、广乙两舰则继续等待飞鲸号的登陆行动完成，然而飞鲸号运载的马匹、物资较多，颇费时间。25日04:00，广乙号派去帮助登陆的蒸汽艇返回，方伯谦立即下令编队返回，留下飞鲸号单独进行卸载。05:30，济远号的瞭望哨发现西南方出现煤烟；07:00，济远、广乙两舰抵达丰岛附近，即将驶出南阳湾。两舰通过丰岛与公景岛之间的狭窄水道时，已经能清晰辨别前来的第一游击队各日舰。07:15两舰做好了战斗准备。
07:30，第一游击队司令坪井航三海军少将判断地形不利展开，下令日舰向右后方转向180度。在北洋两舰驶出狭窄的水道的同时，日舰再次右转180度，与北洋两舰成平行态势。07:43:30，日舰领舰吉野在3000米距离上首先开火，但炮手紧张之中误发射了一发空炮。07:45吉野再度射击，这次是真正的实弹。07:52济远号还击。（按照日方官方战史，则是07:52济远突然首先对吉野发动炮击。）07:58广乙号管带林国祥指挥舰艇向吉野突击，准备发射鱼雷，这轮冲锋迫使吉野急左转规避。广乙继续冲击到秋津洲号舰艉600米处。秋津洲立即对广乙倾泻全部火力，很快击中广乙号的飞桥，一名机关炮手坠落战死。接着广乙号再次中弹，一根桅杆被打断；随即鱼雷发射室受到命中，鱼雷发射管损坏，只是鱼雷并未发生殉爆。再接着一发开花弹命中广乙号主甲板，杀伤20余人，操舵手战死。跟在秋津洲后面的浪速也加入了对广乙号的攻击。广乙号继续突击，一度逼近到浪速舰艉3、400米处，一发炮弹击穿浪速左舷，击毁了后部备用锚，击伤锚机。然而防护薄弱的广乙号连续受到日舰的猛烈攻击，无法进一步进入鱼雷攻击阵位，舰上也死伤惨重，160名官兵伤亡超过70人，舱面人员几乎全部战死，被迫向西面附近海岸浅水处撤退。

## 尾声
广乙号最终在朝鲜西海岸十八家岛附近搁浅。另根据日方战史所记载是在加洛林湾（音译自日语“カロリン”）南邻岸边。（加洛林湾为泰安郡及瑞山市之间的海域，根据日方地图应该是在泰安郡一侧。）
广乙号舰上官兵32人战死，剩余乘员上岸后原本计划与叶志超所部会合，然而此时叶部早已溃逃。广乙号官兵只能重新返回湾内，点燃舰上弹药舱，引爆军舰。此后舰上官兵分批回国：大副等54名官兵到了泰安县，朝鲜地方官员帮助雇佣了两艘民船，8月9日送回荣成成山头上岸，并返回威海；9名落单士兵由朝鲜渔船救起，8月4日抵达成山头。管带林国祥等18名军官滞留于牙山白石浦一带。英国军舰射手号舰长罗哲士（Reginald William Scott Rogers）曾任北洋水师鱼雷艇部队总查，得知此事，遂请示英国中国舰队司令斐利曼特，获批准后8月31日赶往牙山湾，派出医生等上岸前往救治，并将林国祥等人带回舰上接到仁川。日本驻朝京城公使大鸟圭介遂向英方抗议。英方表示遵守中立立场，仅送林国祥等回国，而不允许其携带武器，同时要求众人保证永不参加战斗。日方只能放行。1894年9月4日，林国祥等人乘射手号返抵烟台。（日方官方战史则称，有71名官兵由英国军舰射手号及海豚号救助返回芝罘。）
事后日军派人上舰检查，发现广乙号的木质部件已经全部烧毁，舰体断成两节，半沉入水中，上甲板钢质框架外露，舰体断裂处一具鱼雷发射管及鱼雷受损；上层甲板散落有多枚炮弹碎片，舰内还遗留有数具尸体。另外日军在丰岛海战中还捕获了旧式炮舰操江号，对其进行改造时，将一门从广乙号残骸上拆下来的哈乞开斯5管机关炮装了上去。
广乙号幸存乘员日后均重返北洋。林国祥为避免中立保证而改名林天福。日后黄海海战方伯谦再次敌前脱逃而被斩首，林天福（林国祥）遂接替方伯谦出任济远号管带。

## 同级舰
- 广丙号防护巡洋舰
- 福靖号防护巡洋舰，原预定舰名“广丁”。广东水师放弃该舰后，由福建船政水师接收留用